# ميشيل برنارد (مغنية مؤلفة)
ميشيل برنارد (بالفرنسية: Michèle Bernard)‏ هي مغنية مؤلفة فرنسية، ولدت في 26 أكتوبر 1947 في ليون في فرنسا.

## وصلات خارجية
- ميشيل برنارد على موقع IMDb (الإنجليزية)
- ميشيل برنارد على موقع ميوزك برينز (الإنجليزية)
- ميشيل برنارد على موقع ديسكوغز (الإنجليزية)
- ميشيل برنارد على موقع قاعدة بيانات الفيلم (الإنجليزية)